# Hadramaut
Regija Hadhramaut (Arabsko حضرموت, Hadramaut DIN 31635) leži na vzhodu Republike Jemen, ob Adenskem zalivu in je omejena na vzhodu z Omanom, na severu s puščavo Rub al-Hali. Poleg priobalne ravnine, z večjimi mesti Mukala in Šihr, je ena izmed puščavskih planot v zaledju na območju, ki jo seka rodovitna dolina. Šibam in Tarim sta največji mesti. 
Gospodarsko regija živi predvsem od pridelave in izvoza tobaka, dateljev, pšenice in kave. 
Od 2. tisočletja pr. n. št. je bil Hadramaut pomembno središče Južne arabske civilizacije. Medtem ko je bila obsežna pomorska trgovina upravljana preko Indijskega oceana in obalnih mest, so celinske poti dobile svoj pomen s pridelavo in trgovino s kadilom. Cesta kadila, ki je vodila čez Marib in Hidžaz je vodila do Palestine. Glavno mesto starodavnega kraljestva Hadramaut je bila Šabva. Prebivalci Hadramauta so se v antičnih časih imenovali Chatramotiten, Chatramiten ali Adramiten.
S Semiti je ime Hadramaut povezano z Hazarmaveth v Svetem pismu (Gen 10,26 in 1 Mz 1,20), je omenjen sin Joktanov.
V 7. stoletju je bila država islamizirana, v 19. stoletju pa je prišla izpod britanske oblasti v Južni Jemen. Od leta 1990 je Hadramaut združen v Republiki Jemen.
Prebivalci Hadramauta, Hadramiti, imajo dolgo tradicijo trgovanja in so prisotni kot mornarji in trgovci po vsem Indijskem oceanu. Družine s koreninami v Hadramautu najdemo v Indiji, Indoneziji in v vzhodni Afriki, kjer vzdržujejo tesne stike s staro domovino, kljub nekaj stoletij v diaspori. Vrhunec tega stika je letno romanje na grob preroka Huda, ki je malo znan zunaj Hadramauta in diaspore, ter prispeva k sami identiteti Hadramitov po vsem svetu.
Prvi Evropejec, ki je obiskal to področje, je bil Adolph von Wrede.